# Adenia cynanchifolia
Adenia cynanchifolia är en passionsblomsväxtart som först beskrevs av George Bentham, och fick sitt nu gällande namn av Hermann August Theodor Harms. Adenia cynanchifolia ingår i släktet Adenia och familjen passionsblomsväxter. Inga underarter finns listade i Catalogue of Life.